# Little America (base d'exploration)
Pour les articles homonymes, voir Little America.
Little America est une base d'exploration Antarctique, située sur la barrière de Ross, au sud de la baie des Baleines. Elle a été établie en 1929 par Richard Byrd, et a ensuite été utilisée par Byrd et d'autres explorateurs. Dans la fin des années 1950, elle a servi aux Américains de base pour le programme polaire défini par l'Année géophysique internationale.

## Historique
L'amiral Richard Byrd a mené la première expédition antarctique qui utilisa des avions. Byrd fut le premier à survoler le Pôle sud, effectuant en quelques heures un voyage qui avait pris des mois à Roald Amundsen et à Robert Falcon Scott. Byrd fut le premier homme à voir le pôle depuis Scott, mais, dans l'impossibilité de se poser, il put seulement larguer un sac contenant un drapeau. En allant vers le sud, Byrd avait été incapable de monter au-dessus des montagnes avant d'avoir largué deux sacs de provisions (fuel exclu).
Byrd tenta aussi un vol en hélicoptère mais il s'écrasa peu après le décollage. Little America, la base d'opération, a établi la première émission radio depuis l'Antarctique, effectuant des émissions régulières qui pouvaient être captées par des radios situées dans les États-Unis, à plus de 11 000 milles (17 700 km) de là en suivant la courbure terrestre.
Byrd passa plusieurs mois seul à l'intérieur des terres à partir de mars 1934, faisant des observations sur la météo et les aurores polaires, mais devint très malade à cause des fumées émises par son poêle, son générateur radio et sa lampe à pétrole. Bien qu'il ne mentionnât pas ce fait à ses hommes restés à Little America par radio, ils vinrent à penser que quelque chose n'allait pas. Après plusieurs tentatives infructueuses, une expédition par la terre venant de Little America combattit le froid et l'obscurité pour réussir à le rejoindre au mois d'aout. Byrd put finalement retourner à Little America en octobre 1934. Le récit de ses moments passés seul par des températures de −63 °C est raconté dans son livre de 1938 appelé Alone (« Seul »).
Dans une expédition plus tardive, Byrd devait apercevoir les tours de Little America toujours debout.
L'Iceberg B-9 s'est détaché de la banquise en 1987, emportant avec lui les restes de la base.

## Différentes phases

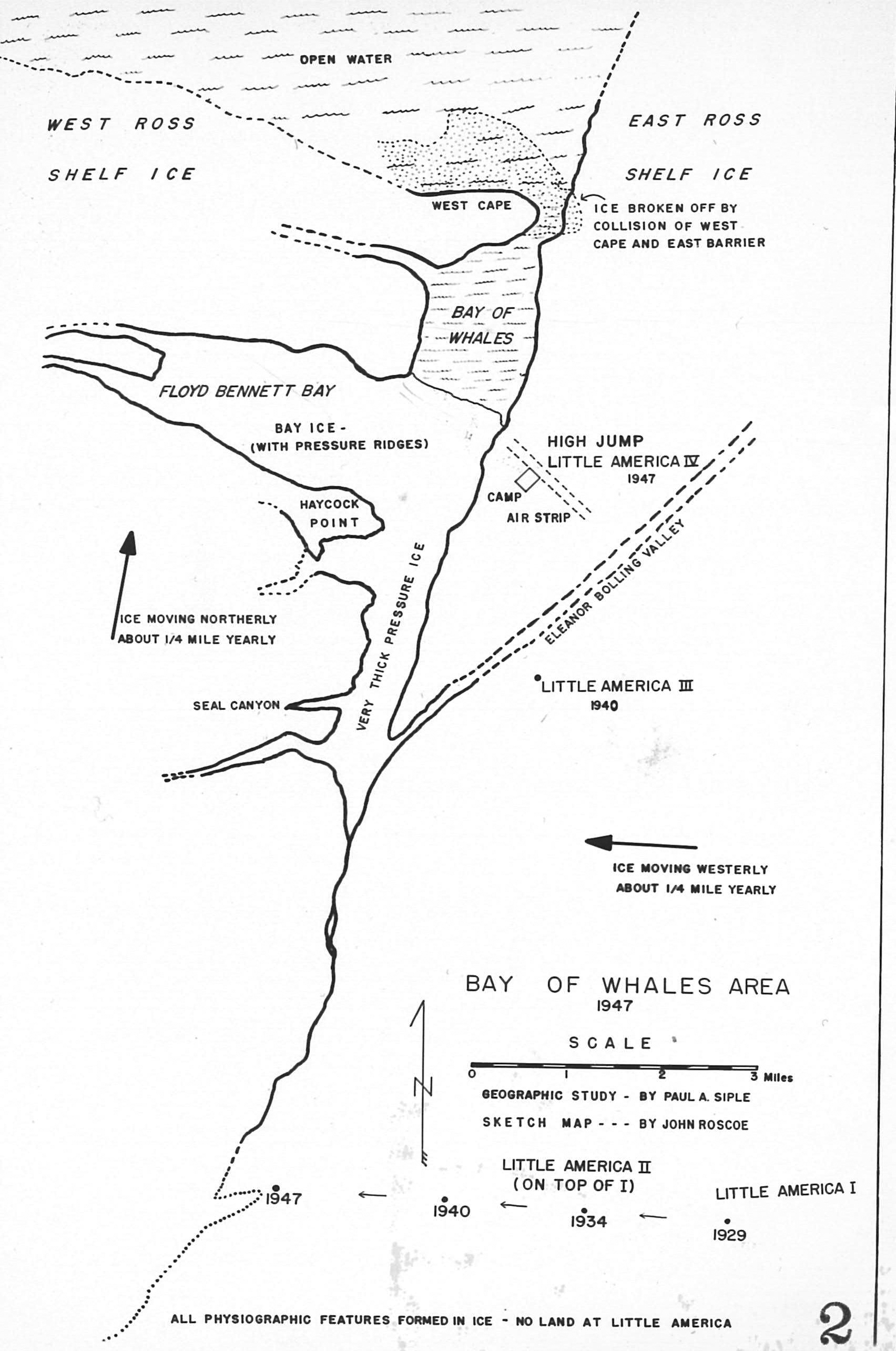
Carte montrant l'emplacement de Little America I, II, III et IV

### Little AmericaI
La première base de la série a été établie en janvier 1929 par Richard Byrd, puis abandonnée en 1930.
C'est là qu'a été tourné le film Byrd au pôle Sud (1930).

### Little America II
Little America II fut établie en 1934, à une dizaine de mètres au-dessus de l'emplacement de la base d'origine, une partie de celle-ci étant accessible par un tunnel,. Cette base fut brièvement mise à la dérive en 1934, mais l'iceberg se fondit dans le glacier principal.
Lors de l'expédition de 1934-1935, de nombreuses lettres souvenirs ont été envoyées depuis Little America, en utilisant un timbre-poste commémoratif émis par le gouvernement américain. Les opérations d'oblitération des souvenirs ont été menées dans des conditions extrêmement difficiles.
Little America a établi la première émission radio réussie depuis l'Antarctique, en diffusant régulièrement des émissions qui pouvaient être captées par les postes de radio domestiques aux États-Unis, à plus de 18 000 kilomètres de distance autour de la courbure de la Terre.
Lors d'une expédition ultérieure en Antarctique, l'expédition de Byrd a repéré les tours de Little America encore debout, y compris l'usine Jacobs Wind installée en 1933.

### Little America III
Little America III fut établie pour la saison 1940-1941, à environ dix kilomètres au nord.
En 1940, un énorme véhicule d'exploration, l'Antarctic Snow Cruiser, a été amené à Little America III. Malheureusement, le véhicule s'est avéré présenter un certain nombre de faiblesses techniques et de conception et n'a été que très peu utilisé. Abandonné, il a été enseveli sous la neige. Il a été redécouvert pour la dernière fois en 1958, mais a ensuite été perdu à nouveau, soit sous la neige, soit sous les eaux de l'océan Austral.
Le site de Little America III a été transporté en mer en 1963,.

### Little AmericaIV
Little America IV a été établi en 1946-1947 comme camp principal pour l'opération Highjump. Les 2 et 5 décembre 1946, 166 Seabees ont quitté Port Hueneme à bord des navires USS Yancey et USS Merrick affectés à l'opération Highjump.

## Little America V
Little America V a été établie le 3 janvier 1956 à Kainan Bay, à environ 50 kilomètres à l'est de Little America IV, dans le cadre de l'opération Deep Freeze. Little America V a servi de base américaine dans le programme polaire sud au cours de l'Année géophysique internationale (International Geophysical Year), du 1er juillet 1957 au 31 décembre 1958. Little America V a été construite par les Seabees de la marine américaine pendant les trois mois précédant l'hiver antarctique, qui rend la construction presque impossible. L'ensemble de Little America V a été construit sous la ligne de neige, dans la glace, avec des quartiers d'habitation individuels, une salle des générateurs, une cafétéria et des rampes d'accès à l'une des extrémités pour les véhicules à chenilles. Ce type de construction signifiait qu'aucun des occupants de Little America V n'avait à sortir pendant l'hiver rigoureux pour se rendre d'une section à l'autre de la ville antarctique.
Le site de Little America V a pris la mer sur l'iceberg B-9 en 1987.

## Source
- (en) Cet article est partiellement ou en totalité issu de l’article de Wikipédia en anglais intitulé « Little America » (voir la liste des auteurs).